# Куренёвская трагедия

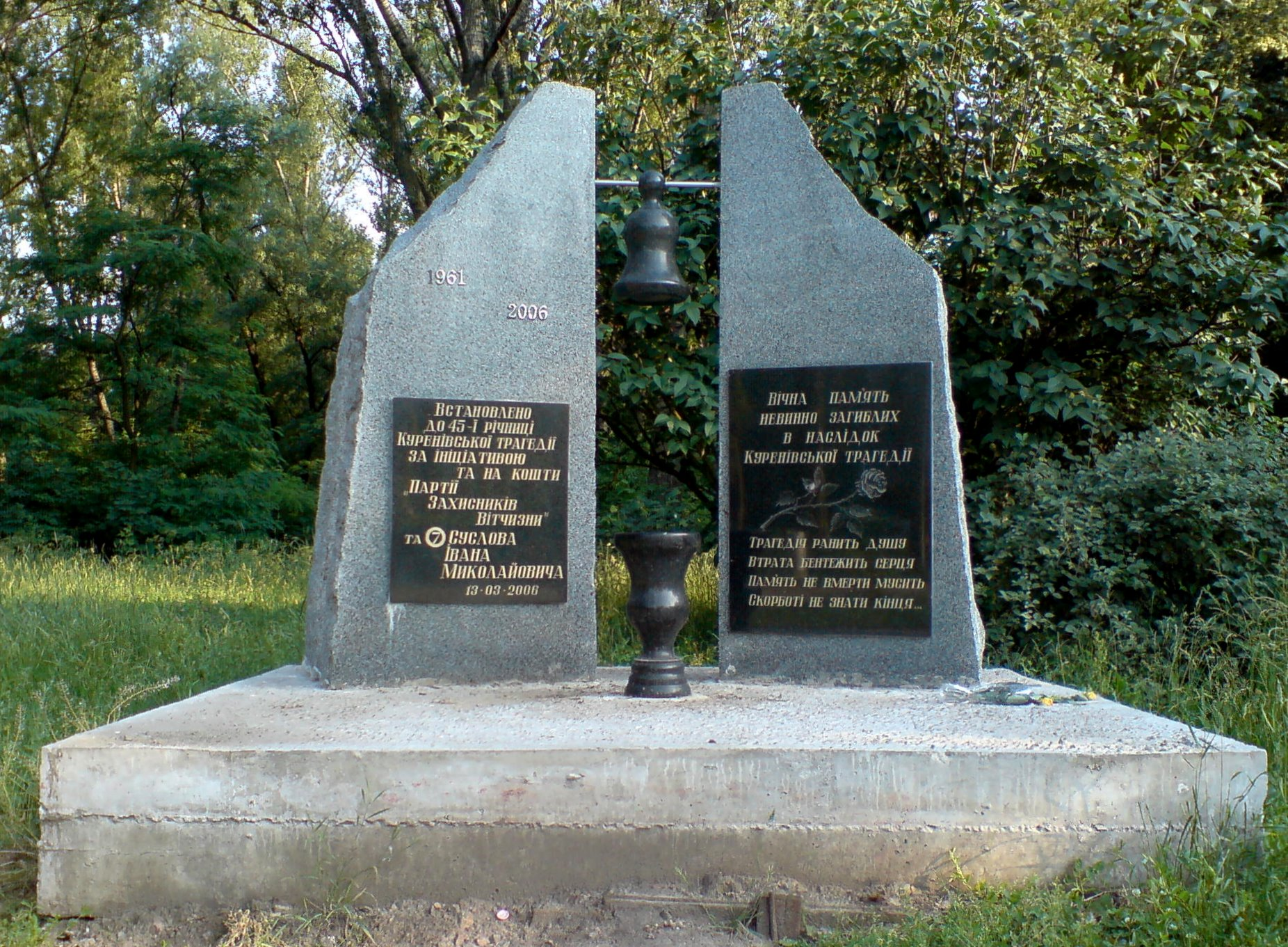
Памятник жертвам трагедии, открытый в марте 2006 года

Куренёвская траге́дия — техногенная катастрофа, произошедшая в Киеве 13 марта 1961 года. В результате размыва дамбы тысячи тонн пульпы из Бабьего Яра образовали селевой поток и затопили район Куренёвку и привели к многочисленным жертвам.

## Ход событий
В 1950 году возникла необходимость очистки карьеров Петровских кирпичных заводов от непроизводственных грунтов. Были рассмотрены возможности транспортировки этих грунтов гидромеханическим способом, в виде пульпы, в пойму Днепра или замыва ими отрогов Бабьего Яра. Предпочтение было отдано второму варианту, который и был утверждён 28 марта 1950 года решением исполкома Киевского Совета народных депутатов за подписью заместителя председателя исполкома Ф. Лукиенко и секретаря С. Мельника.
Сотрудники Института истории Украины НАН Украины отмечают, что решение было принято из чисто экономических соображений, вопросу памяти жертв массовых казней, производившихся в Бабьем Яру в период немецкой оккупации, советские власти внимания не уделяли. Транспортировка грунта в Бабий Яр была проще из-за меньшего расстояния от карьеров. Кроме того, замыв глубокого оврага в черте города позволил бы улучшить транспортное сообщение между районами Куренёвки и Лукьяновки.
Проект работ по замыву оврага был подготовлен трестом «Проектгидромеханизация» Министерства строительства РСФСР (главный инженер проекта К. Шепеленко), его исполнением занималось спецуправление № 610 треста «Укргидромеханизация» Министерства строительства УССР. Замыв Бабьего Яра продолжался около 10 лет, впоследствии были выявлены многочисленные отклонения от проектной технологии работ, сам проект также подвергся критике. В феврале 1957 года Специнспекция Подольского района Киева отметила постоянное аварийное состояние водоотвода из Бабьего Яра, вследствие чего происходило подтопление прилегающих территорий, особенно в зимнее время.

#### 13 марта 1961 года
Утром 13 марта 1961 года произошёл прорыв поверхностных вод, скопившихся на верхней террасе замытого участка третьего отрога яра, через дамбу этого участка. Система водоотведения нижележащих участков не справилась с поступлением воды, произошёл перелив через основную дамбу, удерживавшую насыщенный водой грунт в овраге, а затем в период с 09:10 до 09:20 по местному времени её прорыв, в результате чего около 600 тыс. м³ разжиженного грунта хлынуло на район Куренёвки, образовав вал высотой в момент прорыва 8—10 метров, а на выходе из оврага в район жилой застройки — около 4 метров. Этот вал жидкой грязи двигался со скоростью 3—5 м/с (11—18 км/час) и накрыл жилые кварталы площадью около 30 га между улицами Фрунзе (ныне Кирилловская) и Новоконстантиновской, а также территорию трамвайного депо имени Красина, экспериментального завода «Укрпромконструктор», строительный двор управления капитальных ремонтов горисполкома и стадион «Спартак». Растёкшаяся пульпа покрыла бо́льшую часть пострадавшей территории слоем от 0,5 до 4 метров.
В результате трагедии стадион «Спартак» был затоплен слоем жидкой грязи с глиной настолько, что его высокой ограды не было видно. Пульпа практически полностью уничтожила трамвайный парк. Ситуацию усугубило то, что вовремя не была передана команда отключить энергоснабжение, и поэтому в трамвайном парке было значительное число погибших от поражения электрическим током.
Согласно официальному отчёту с пометкой «для служебного пользования», в результате аварии разрушено 68 жилых и 13 административных зданий. Непригодными для жилья оказались 298 квартир и 163 частных дома, в которых проживало 353 семьи общей численностью 1228 человек. Согласно докладу второго секретаря ЦК КПУ И. П. Казанца в Президиум ЦК КПУ, на 25 марта погибших насчитывалось 137 человек, включая троих умерших в больницах, ещё 8 человек числилось пропавшими без вести в районе катастрофы. В больницы поступило 143 пострадавших, 67 из них к этому времени выписались, 17 оставались в тяжёлом состоянии. 31 марта в газете «Вечерний Киев» был опубликован отчёт комиссии по расследованию катастрофы, в котором сообщалось о 145 погибших и 143 пострадавших, из последних на 30 марта выздоровело 84.
Согласно заключению экспертной комиссии, причиной аварии названы ошибки в проекте, своевременно не выявленные из-за нарушения порядка экспертизы и утверждения проекта, а также нарушения технологии выполнения работ.

## Слухи о количестве жертв
Сразу после катастрофы в Киеве, а затем и за его пределами, начали распространяться слухи, значительно преувеличивающие масштаб катастрофы и количество погибших — до 2 тысяч человек и более. Распространители слухов нередко ссылались на сообщения, якобы переданные иностранными радиостанциями «Би-Би-Си», «Голос Америки» и «Свобода». По мнению редколлегии сборника документов о Куренёвской трагедии, изданного Институтом истории Украины в 2012 году, распространению слухов способствовала неготовность органов советской власти оперативно дать разъяснения о характере происшествия. Дополнительным фактором стал выбор способа официальных сообщений, которые поначалу делались по радио, а не в печати. Это способствовало искажениям информации при её последующем распространении и обсуждении. Два сообщения по радио, сделанные 16 и 18 марта, в отношении человеческих жертв базировались на текущих отчётах о количестве обнаруженных тел и, таким образом, содержали лишь предварительные неполные сведения о численности погибших, о чём в сообщениях умалчивалось. В результате эти сообщения усилили недоверие общественности к официальным сведениям о количестве жертв катастрофы.

## Память
По инициативе начальника технического отдела КП «Киевпастранс» Казимира Антоновича Брамского и директора музея киевского электротранспорта Лидии Архиповны Ливинской возле входа в Подольское трамвайное депо в 1995 году открыт памятный знак погибшим в Куренёвской трагедии работникам электротранспорта, на территории предприятия сооружена часовня и организован сбор данных о погибших, по результатам которого был составлен полный список погибших электротранспортников.

### Комментарии
1. ↑  Вероятно, ошибка в источнике, поскольку сумма количества найденных тел (133) и умерших в больницах (3) не сходится с общим числом погибших (137). При этом ранее, 21 марта, И. П. Казанец докладывал о 4 умерших в больницах[14].
2. ↑  Первое документально зафиксированное сообщение такого рода было сделано радио «Свобода» 25 марта и не содержало сколько-нибудь точных сведений о количестве погибших[18]. 27 марта «Свобода» отметила, что по Москве циркулируют слухи о 7000 погибших[19].

### Отсылки к источникам
1. ↑  Куренівська трагедія, 2012, с. 6.
2. ↑  Куренівська трагедія, 2012, с. 30.
3. ↑  Куренівська трагедія, 2012, с. 6—7.
4. ↑  Куренівська трагедія, 2012, с. 48.
5. 1 2  Куренівська трагедія, 2012, с. 10, 132—135, 196.
6. ↑  Куренівська трагедія, 2012, с. 35.
7. ↑  Куренівська трагедія, 2012, с. 130—132.
8. ↑  Куренівська трагедія, 2012, с. 129.
9. ↑  Куренівська трагедія, 2012, с. 196.
10. ↑  Куренівська трагедія, 2012, с. 173.
11. ↑  Куренівська трагедія, 2012, с. 86.
12. 1 2  Брамский, 2011.
13. ↑  Куренівська трагедія, 2012, с. 37, 38.
14. ↑  Куренівська трагедія, 2012, с. 143.
15. ↑  Куренівська трагедія, 2012, с. 163.
16. ↑  Куренівська трагедія, 2012, с. 197.
17. 1 2  Куренівська трагедія, 2012, с. 11.
18. ↑  Куренівська трагедія, 2012, с. 11, 164—165.
19. ↑  Куренівська трагедія, 2012, с. 192.
20. ↑  Куренівська трагедія, 2012, с. 14.
21. ↑  Куренівська трагедія, 2012, с. 11—12.
22. ↑  Брамский К. А. Технический отдел киевского трамвайно-троллейбусного управления К: 2013 — 26 с., 30 ил. (укр.)

### Дополнительные
- Анисимов А. Л. Куреневский Апокалипсис. - Киев: 2000 - 92 с.
- Анисимов А. Л. Киевский потоп. - Киев: Факт - 2008.
- Куренёвская катастрофа в Киеве. Документы: ЦГАВО Украины, ЦГАОО Украины, ЦГКФФА Украины им. Г. С. Пшеничного, Госархив г. Киева
- «Поток грязи». Документальный фильм телеканала «Интер» о расследовании преступления, совершённого незадолго до Куренёвской трагедии; содержит кадры кинохроники.